# Molop Taz
Molop Taz ist eine osttimoresische Aldeia im Suco Molop (Verwaltungsamt Bobonaro, Gemeinde Bobonaro). 2015 lebten in der Aldeia 467 Menschen.

## Geographie
Molop Taz liegt im Nordwesten des Sucos Molop. Südlich liegt die Aldeia Omelai und östlich die Aldeia Lonlolo. Im Norden grenzt Molop Taz an den Suco Sibuni, im Westen an den Suco Leber und im Südwesten an den Suco Guda. Die Südgrenze bildet der Pa, ein Nebenfluss des Loumea.
Das Dorf Molop Taz, mit einer Grundschule, liegt im Norden der Aldeia. Im Süden liegt der kleine Ort Gill.

## Politik
2023 wurde Lidia de Jesus Leite zum Chefe de Aldeia gewählt.